# Eredivisie 1986-87
La Eredivisie 1986-87 fue la 31.ª edición de la Eredivisie. El campeón fue el PSV, conquistando su 6.ª Eredivisie y el 9.° título de campeón de los Países Bajos.

## Tabla de posiciones
| Pos | Equipo          | PJ | PG | PE | PP | Pts | GF | GC | DG  | Notas                                        |
| --- | --------------- | -- | -- | -- | -- | --- | -- | -- | --- | -------------------------------------------- |
| 1   | PSV             | 34 | 27 | 5  | 2  | 59  | 99 | 21 | 78  | Copa de Europa                               |
| 2   | Ajax 1          | 34 | 25 | 3  | 6  | 53  | 92 | 30 | 62  | Recopa de Europa                             |
| 3   | Feyenoord       | 34 | 15 | 12 | 7  | 42  | 73 | 43 | 30  | Copa de la UEFA                              |
| 4   | Roda JC         | 34 | 15 | 9  | 10 | 39  | 51 | 45 | 6   | Play-offs para ingresar a la Copa de la UEFA |
| 5   | VVV             | 34 | 10 | 17 | 7  | 37  | 46 | 45 | 1   | Play-offs para ingresar a la Copa de la UEFA |
| 6   | FC Utrecht      | 34 | 15 | 6  | 13 | 36  | 62 | 56 | 6   | Play-offs para ingresar a la Copa de la UEFA |
| 7   | FC Twente       | 34 | 12 | 12 | 10 | 36  | 39 | 44 | -5  | Play-offs para ingresar a la Copa de la UEFA |
| 8   | Sparta          | 34 | 11 | 12 | 11 | 34  | 52 | 48 | 4   |                                              |
| 9   | Fortuna Sittard | 34 | 10 | 12 | 12 | 32  | 47 | 49 | -2  |                                              |
| 10  | FC Den Bosch    | 34 | 10 | 12 | 12 | 32  | 43 | 52 | -9  |                                              |
| 11  | PEC Zwolle      | 34 | 10 | 11 | 13 | 31  | 61 | 57 | 4   |                                              |
| 12  | HFC Haarlem     | 34 | 11 | 9  | 14 | 31  | 32 | 57 | -25 |                                              |
| 13  | FC Groningen    | 34 | 9  | 12 | 13 | 30  | 43 | 43 | 0   |                                              |
| 14  | FC Den Haag 1   | 34 | 8  | 12 | 14 | 28  | 46 | 64 | -18 | Recopa de Europa                             |
| 15  | AZ              | 34 | 7  | 13 | 14 | 27  | 31 | 57 | -26 |                                              |
| 16  | Go Ahead Eagles | 34 | 5  | 13 | 16 | 23  | 23 | 48 | -25 | Descenso a la Eerste Divisie                 |
| 17  | SC Veendam      | 34 | 4  | 15 | 15 | 23  | 37 | 67 | -30 | Descenso a la Eerste Divisie                 |
| 18  | Excelsior       | 34 | 5  | 9  | 20 | 19  | 40 | 91 | -51 | Descenso a la Eerste Divisie                 |

PJ = Partidos jugados; PG = Partidos ganados; PE = Partidos empatados; PP = Partidos perdidos; Pts = Puntos; GF = Goles a favor; GC = Goles en contra; DG = Diferencia de goles
1 Ajax ganó la Recopa de Europa de este año, por lo que se les permitió participar a dos (en lugar de uno) equipos neerlandeses en la edición del próximo año: Ajax, defensor del título y el ganador de la Copa de los Países Bajos. Como Ajax también ganó la Copa de los Países Bajos, el finalista, FC Den Haag sería el segundo participante en la Recopa el año que viene.

### Play-offs
Este año se jugaron los play-offs por una plaza en la Copa de la UEFA.
| Pos | Club       | PJ | PG | PE | PP | Pts | GF | GC |                 |
| 1   | FC Utrecht | 6  | 3  | 2  | 1  | 8   | 11 | 7  | Copa de la UEFA |
| 2   | FC Twente  | 6  | 2  | 2  | 2  | 6   | 7  | 6  |                 |
| 3   | Roda JC    | 6  | 2  | 2  | 2  | 6   | 10 | 10 |                 |
| 4   | VVV        | 6  | 1  | 2  | 3  | 3   | 6  | 11 |                 |